# Euptychia suivalens
Euptychia suivalens är en fjärilsart som beskrevs av Dyar 1915. Euptychia suivalens ingår i släktet Euptychia och familjen praktfjärilar. Inga underarter finns listade i Catalogue of Life.